# Bambi (artista)
Bambi es el seudónimo de una artista callejera británica. Sus obras se centran en la identidad femenina contemporánea y su relación con la cultura patriarcal. También destaca la injusticia política y social. "Bambi" deriva del apodo familiar de la infancia "bambina" y es una artista popular dentro del mundo del espectáculo.
Entre los coleccionistas de su obra se incluyen Rihanna, Brad Pitt y Adele. El trabajo de estarcido de Bambi se describe como arenoso y de apariencia masculina, en el que aborda temas como el feminismo y la cultura popular y callejera.

## Obras

"No disparen" del artista callejero anónimo "Bambi". Londres, 2019.

Bambi es reconocida por sus trabajos de estarcido en distintos lugares de Londres. En 2011 Bambi alcanzó gran relevancia por su obra Amy Jade, un homenaje a la fallecida cantante Amy Winehouse en Camden. A principios de ese mismo año, Bambi conmemoró la boda real del príncipe William y Kate Middleton con el lema satírico "A Bit Like Marmite" a la altura de sus pechos.En su obra Diamonds A Girls Best Friend, representa a una joven reina Isabel II como la Reina de Diamantes, tal como apareció en la revista Time en 2012.
En 2014, Artnet News nombró a Bambi como una de sus 20 mejores mujeres del mundo del arte de 2014. La lista incluía a la artista Marina Abramović o a la cantante Beyoncé.
En febrero de 2017, Bambi dibujó con su técnica de estarcido un mural llamado Lie Lie Land sobre la pared de Cross Street Gallery, en la esquina con 40 Cross Street y Shillingford Street, en el barrio de Islington, en la que aparecen representados  la ex primera ministra británica Theresa May y el presidente  Donald Trump en la pose de baile del cartel de la película La La Land. La obra se convirtió en una atracción turística hasta que fue pintada por sus nuevos propietarios en enero de 2018.

El Papa nos da esperanza, 2017, Venecia

Su primera exposición individual en Italia fue durante la 57ª Bienal de Venecia. Bambi ejecutó una obra llamada El Papa nos da esperanza, en la que muestra al Papa tratando de ayudar a un oso polar en un bote que se da vuelta; la obra pretende reflejar los comentarios realizados por el Papa a fines de 2016 sobre el cambio climático y su llamada a poner fin a la destrucción del medio ambiente. Bambi, una ambientalista de larga trayectoria, se inspiró aún más después de ver el documental Before the Flood de Leonardo DiCaprio y Fisher Stevens. La obra se puede ver en el Ospizio Foscolo Santa Lucia.

Sé tan travieso como quieras, 2017

El 31 de agosto de 2017, en el 20º aniversario de la muerte de la princesa Diana, Bambi presentó Be As Naughty As You Want.  La pieza presenta a Diana de Gales como la Mary Poppins de Disney, llevada al cielo por su paraguas volador mágico, mientras es observada por el Príncipe George y la Princesa Charlotte. La obra se encuentra a la entrada de Neal's Yard, cerca de Monmouth Street en Covent Garden, Londres.

Arte callejero de Bambi para las protestas contra el cambio climático global que apareció en Belsize Park, Londres, en septiembre de 2019.

En septiembre de 2019, cerca de la fecha de las en vísperas de las protestas por el cambio climático global, apareció una imagen de arte callejero de Bambi en el costado de un edificio residencial en Belsize Place, NW3, de Londres. La pieza obra representa a un simio sosteniendo un cartel que dice "Salvemos a nuestro Homo-sapiens", y a David Attenborough y a Greta Thunberg sosteniendo un cartel que dice "Skolstrejk för Klimatet" (huelga escolar por el clima).

## Vandalismo
En 2010, el vandalismo de una obra popular de Bambi en Primrose Hill por parte de la ferretera local Make Tea not War reavivó el prolongado debate londinense sobre la preservación del arte callejero y dio lugar a que los concejales de Islington propusieran la creación de un comité comunitario para decidir sobre la protección de este tipo de arte.
En 2014, Bambi realizó cinco murales de tiburones para una galería emergente de Islington en una zona en obras. Con un valor estimado de más de 20.000 libras esterlinas, los murales fueron robados durante la noche por ladrones que escalaron un muro e irrumpieron en el área de remodelación. Las piezas sustraidas iban a ser vendidas en una subasta para la organización benéfica Art Against Knives antes de que ocurriera el robo.